# Каюзак-сюр-Адур
Каюза́к-сюр-Аду́р (фр. Cahuzac-sur-Adour) — коммуна во Франции, находится в регионе Юг — Пиренеи. Департамент — Жер. Входит в состав кантона Плезанс. Округ коммуны — Миранд.
Код INSEE коммуны — 32070.

## География

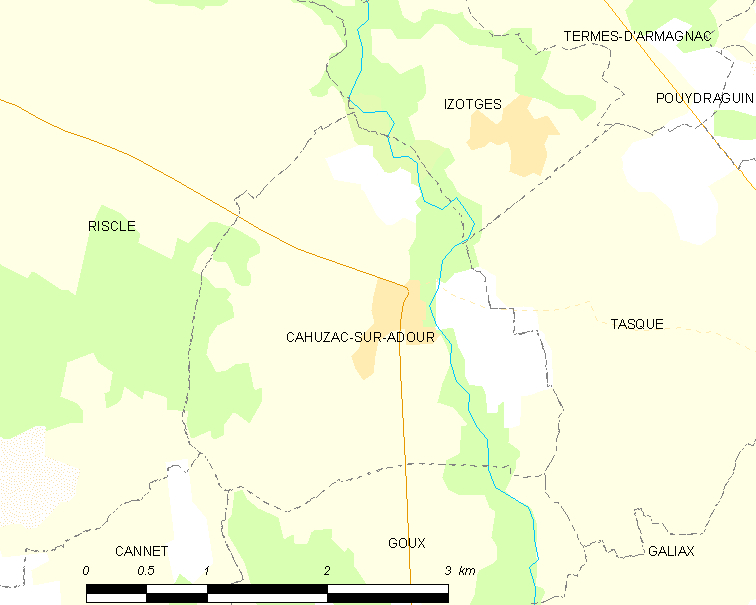
Карта коммуны

Коммуна расположена приблизительно в 610 км к югу от Парижа, в 120 км западнее Тулузы, в 50 км к западу от Оша.
На востоке коммуны протекает река Адур, а на западе — река Боскасе.

## Климат
Климат умеренно-океанический. Лето жаркое и немного дождливое, температура часто превышает 35 °С. Зимой часто бывает отрицательная температура и ночные заморозки. Годовое количество осадков — 700—900 мм.

## Население
Население коммуны на 2010 год составляло 239 человек.
| 1962 | 1968 | 1975 | 1982 | 1990 | 1999 | 2010 |
| ---- | ---- | ---- | ---- | ---- | ---- | ---- |
| 193  | 183  | 180  | 165  | 145  | 171  | 239  |

## Администрация
| Период | Период | Фамилия       | Партия                  | Примечания |
| ------ | ------ | ------------- | ----------------------- | ---------- |
| 2001   | 2014   | Лоран Лапорт  | Социалистическая партия |            |
| 2014   | 2020   | Мирей Араньюэ |                         |            |

## Экономика
В 2010 году среди 150 человек трудоспособного возраста (15-64 лет) 117 были экономически активными, 33 — неактивными (показатель активности — 78,0 %, в 1999 году было 68,8 %). Из 117 активных жителей работали 109 человек (58 мужчин и 51 женщина), безработных было 8 (1 мужчина и 7 женщин). Среди 33 неактивных 5 человек были учениками или студентами, 16 — пенсионерами, 12 были неактивными по другим причинам.

## Достопримечательности
- Замок Сен-Жюльен (XVII век). Исторический памятник с 1973 года[4]
- Водяная мельница (XV век). Исторический памятник с 1984 года[5]